# Лутовинівське Селище
Лутови́нівське Се́лище — вантажна залізнична станція 5-го класу Луганської дирекції Донецької залізниці на лінії Луганськ — Лутугине між станціями Луганськ (3 км) та Борисівка (8 км). Розташована у Артемівському районі міста Луганська.

## Історія
Станція відкрита 1936 року.
Через військову агресію Росії на сході України транспортне сполучення припинене.